# X (série de jeux vidéo)
 (avril 2021).
La mise en forme du texte ne suit pas les recommandations de Wikipédia : il faut le « wikifier ».
Les points d'amélioration suivants sont les cas les plus fréquents. Le détail des points à revoir est peut-être précisé sur la page de discussion.
- Les titres sont pré-formatés par le logiciel. Ils ne sont ni en capitales, ni en gras.
- Le texte ne doit pas être écrit en capitales (les noms de famille non plus), ni en gras, ni en italique, ni en « petit »…
- Le gras n'est utilisé que pour surligner le titre de l'article dans l'introduction, une seule fois.
- L'italique est rarement utilisé : mots en langue étrangère, titres d'œuvres, noms de bateaux, etc.
- Les citations ne sont pas en italique mais en corps de texte normal. Elles sont entourées par des guillemets français : « et ».
- Les listes à puces sont à éviter, des paragraphes rédigés étant largement préférés. Les tableaux sont à réserver à la présentation de données structurées (résultats, etc.).
- Les appels de note de bas de page (petits chiffres en exposant, introduits par l'outil «  Source ») sont à placer entre la fin de phrase et le point final[comme ça].
- Les liens internes (vers d'autres articles de Wikipédia) sont à choisir avec parcimonie. Créez des liens vers des articles approfondissant le sujet. Les termes génériques sans rapport avec le sujet sont à éviter, ainsi que les répétitions de liens vers un même terme.
- Les liens externes sont à placer uniquement dans une section « Liens externes », à la fin de l'article. Ces liens sont à choisir avec parcimonie suivant les règles définies. Si un lien sert de source à l'article, son insertion dans le texte est à faire par les notes de bas de page.
- La présentation des références doit suivre les conventions bibliographiques. Il est recommandé d'utiliser les modèles {{Ouvrage}}, {{Chapitre}}, {{Article}}, {{Lien web}} et/ou {{Bibliographie}}. Le mode d'édition visuel peut mettre en forme automatiquement les références.
- Insérer une infobox (cadre d'informations à droite) n'est pas obligatoire pour parachever la mise en page.

Pour une aide détaillée, merci de consulter Aide:Wikification.
Si vous pensez que ces points ont été résolus, vous pouvez retirer ce bandeau et améliorer la mise en forme d'un autre article.
 (avril 2021).
Si vous disposez d'ouvrages ou d'articles de référence ou si vous connaissez des sites web de qualité traitant du thème abordé ici, merci de compléter l'article en donnant les références utiles à sa vérifiabilité et en les liant à la section « Notes et références ».
Pour les articles homonymes, voir X.
X est une série de simulateurs de combat et de commerce spatial de science-fiction créée par le studio de développement allemand Egosoft. La série se déroule dans l'univers X où plusieurs races peuplent un certain nombre de mondes connectés par des portails de saut. Les jeux proposent un gameplay bac à sable avec des échanges, des combats, la construction d'un empire et des missions; menant à la phrase de la série : "Commerce, combat, construction, planification" . La série, lancée en 1999 sur la plate-forme Windows, comprend cinq jeux de base: X: Beyond the Frontier, X2: The Threat, X3: Reunion, X Rebirth et X4: Foundations . X Rebirth a introduit un nouveau moteur de rendu ainsi qu'une nouvelle intrigue, dont X4: Foundations étend désormais le scénario au-delà de dix ans après les événements de X Rebirth.

## Récit
La fiction derrière la série X est fournie dans les jeux eux-mêmes et dans quatre romans de l'écrivain de fiction Helge Kautz: Farnham's Legend, Nopileos, Yoshiko et Hüter der Tore (" Keeper of the Gates "). Farnham's Legend est disponible en anglais.
Au cours du XXIe siècle, l'humanité a expérimenté la technologie des trous de ver et a réussi à construire des portails de saut dans l'espace entre la Terre et Mars, ouvrant la voie à la colonisation du système solaire et au transport interstellaire. Un portail a été transporté vers Alpha Centauri pour tenter de prendre pied dans l'espace interstellaire. Avant même que la porte ne quitte le système solaire, les scientifiques ont découvert que de nombreux phénomènes stellaires classés comme des trous noirs présentaient des caractéristiques similaires à des trous de ver artificiels. Il y avait des portails de saut extraterrestres auxquelles les portails construits par l'homme pouvaient se connecter. Les Terriens avaient découvert l'Univers X, une série apparemment inhabitée de systèmes stellaires reliés par un vaste réseau de grandes portes de saut bidirectionnelles.
Intrigués par le manque de vie intelligente au sein de ce réseau, mais poussés par leur curiosité et leur envie de coloniser les nouveaux mondes, les Terriens se sont aventurés dans l'Univers X avec l'intention d'étendre leur territoire. Des machines de terraformation ont été créées et envoyées pour terraformer des planètes en mondes habitables. Les Terraformers étaient des vaisseaux spatiaux auto-réplicant, gouvernés par une simple intelligence artificielle. Lors d'une mise à jour logicielle, plusieurs failles ont été introduites dans la flotte Terraformer et réparties entre elles provoquant un changement radical de comportement. Les Terraformers se sont répliqués et ont tenté de re-terraformer les planètes colonisées, faisant perdre aux planètes leur capacité à accueillir la vie humaine. Dans une tentative d'arrêter les Terraformers, les Terrans se sont retrouvés impliqués dans une guerre contre leurs créations. Aucune colonie n'a été en mesure de se défendre contre les attaques et l'humanité a été repoussée vers le système Sol où les Terraformers ont lancé un plan pour détruire toutes les formes de vie et de terraformer toutes les planètes intérieures.
Dans une tentative audacieuse de sauver le système solaire, un groupe de navires, dirigé par Nathan R. Gunne, a attiré les Terraformers à travers la porte de l'Univers X. La porte de la Terre a ensuite été détruite, piégeant les Terraformers dans l'Univers X et coupant la Terre du reste du réseau.
La série X se déroule plus de 750 ans après ces événements. Un seul engin Terraformer apparaît dans le système solaire en utilisant un moteur de saut apparemment expérimental sans porte. Les Terriens font une rétro-ingénierie de l'appareil. Lors de son vol inaugural, le X-Shuttle, piloté par le pilote d'essai Kyle Brennan, est accidentellement transporté dans l'univers X. Contrairement à avant, cette partie du réseau est habitée par plusieurs races extraterrestres évoluant dans l'espace et les descendants de la flotte de Nathan R. Gunne. Les Terraformers tentent de se rendre sur Terre et Kyle doit les arrêter.

## L'universX
L'univers X fictif est une série de secteurs reliés par des portails bidirectionnels. Le nombre total de secteurs est inconnu, mais le nombre de secteurs "découverts" a augmenté dans chaque jeu; de 54, dans X: Beyond the Frontier, à plus de 200 dans X³: Terran Conflict, y compris le système Sol redécouvert.
Les secteurs gravitent généralement autour des planètes, au sein d'un système stellaire . La plupart contiennent des ressources utilisables en jeu telles que des astéroïdes de silicium ou de minerai, et beaucoup contiennent des planètes habitables. Chaque secteur contient jusqu'à quatre portails, dans un modèle Nord, Est, Sud, Ouest. Chaque secteur est nommé par l'organisation qui le contrôle.
Les secteurs notables comprennent: le secteur domestique de la Fédération Argon, «Argon Prime»; Secteur d'origine du Royaume de Boron «Kingdom End», siège social de la société Teladi «Seizewell»; «Family Pride» du secteur résidentiel de la Dynastie Split; et le monde d'origine de l'Empire Paranide "Paranid Prime". Le secteur domestique Xenon n'a jamais été découvert.
La plupart des secteurs sont contrôlés par une race de l'univers X et ne contiendront que des stations économiquement indigènes à cette race. Par exemple, Atreus ' Clouds est un secteur de bore, contenant uniquement des stations de bore. Ici, le joueur peut acheter des armes et des équipements spéciaux au bore qui ne sont pas disponibles dans les autres races. Les stations de bore vendent des produits commerciaux de bore, et elles veulent souvent acheter les produits commerciaux d'autres races. Ces produits peuvent être importés, exportés et commercialisés par le joueur à des fins lucratives. Cela oblige le joueur à explorer les secteurs des différentes races pour découvrir les améliorations les plus utiles et les routes commerciales les plus rentables.
Pour plus de commodité, la plupart des stations et des installations sont situées dans l'espace entre les portails, connu sous le nom de « plan écliptique ». Cependant, chaque secteur est illimité et le joueur peut voyager dans n'importe quelle direction presque indéfiniment. Au-delà de la zone principale d'un secteur, il y a principalement le vide spatial, bien que des messages et des missions en jeu suggèrent des navires perdus, des stations secrètes et d'autres trésors et dangers qui se cachent dans des zones reculées.
Dans les jeux X²: The Threat, les secteurs de l'univers X sont de taille uniforme et les portes sont généralement au centre-nord, au sud, à l'est et à l'ouest du plan de l'écliptique. Dans X³: Les secteurs de la Réunion sont devenus beaucoup plus variés. Les distances entre les portes varient entre 50 km dans certains secteurs à plus de 200 km dans les autres. La position exacte des portes est imprévisible et les portes sont généralement plus difficiles à trouver.
Il n'est pas possible de voler vers des planètes en jeu. L'activité basée sur une planète n'est possible que dans les événements liés à l'intrigue de X²: The Threat et X³: Reunion. Il est seulement possible de voler dans les atmosphères planétaires, bien que cela entraînera la destruction du navire.
Il est possible que tous les secteurs de l'univers X soient dans la Voie lactée . Avec la technologie des portails, certains secteurs éloignés du système des portails pourraient être cosmiquement proches les uns des autres. Inversement, les secteurs proches les uns des autres dans la grille de sauts peuvent être physiquement éloignés. En raison de la facilité d'utilisation du système de portails, la plupart des races n'ont pas progressé assez loin dans la science interstellaire plus conventionnelle pour être sûr.

### Races de l'univers X
L'univers X présente plusieurs espèces sensibles, dont certaines n'ont pas encore été vues dans les jeux eux-mêmes:
- Boron : Une race extraterrestre semblable à un calamar qui vénère sa reine et aime la paix.
- Humain : divisé en trois factions:
  - Argon : les humains qui descendent des restes de la flotte qui ont attiré les Terraformers à travers la porte qui a sauvé la Terre dans les guerres des Terraformers. Le gouvernement Argon a décidé il y a des siècles que la douleur de la séparation avec la Terre était mieux traitée en changeant la version officielle de l'histoire afin que les humains de l'Univers X croient qu'ils ont évolué dans leur emplacement actuel.
  - Goner : Argons qui croient à la légende de la Terre et Nathan R. Gunne (qui a dirigé la flotte qui a sauvé la Terre), bien que les deux ne soient officiellement qu'un mythe.
  - Terran : Humains nés dans le système Sol.
- Khaak : Une race extraterrestre ressemblant à un insecte qui a commencé la guerre avec les Argons dans X²: The Threat. Ils ont décimé le secteur désormais connu sous le nom de «President's End».
- Paranid : Une race extraterrestre à trois yeux qui vénère leur empereur Xaar et crois en une religion stricte.
- Split : une race extraterrestre tribale qui combat ses semblables autant qu'elle combat ses ennemis.
- Teladi : Une race extraterrestre reptilienne qui adore le commerce et les profits.
- Xenon : Une intelligence artificielle auto-réplicante a évolué à partir des terraformeurs créés par les Terrans dans le but de coloniser les mondes. Désormais hostiles à toute vie, ils détruisent tout ce qui est organique.

## La sérieX
La série, qui a été lancée en 1999 sur la plate-forme Windows, se compose de cinq jeux de base: X: Beyond the Frontier, X2: The Threat, X3: Reunion, X Rebirth et X4: Foundations . Les jeux de la série sont étendus par des suites qui ajoutent à la fois des fonctionnalités et étendent l'intrigue. Une intrigue peut être entreprise dans tous les jeux sauf X-Tension où le joueur participe à des missions pour dérouler des événements.
| Titre                              | Date de sortie   | Plateforme (s)        |
| ---------------------------------- | ---------------- | --------------------- |
| X: Au-delà de la frontière         | 1er juillet 1999 | Windows               |
| X-Tension                          | 1er juin 2000    | Windows               |
| X2: la menace                      | 3 décembre 2003  | Linux, macOS, Windows |
| X3: Réunion                        | 28 octobre 2005  | Linux, macOS, Windows |
| X3: Conflit Terran                 | 16 octobre 2008  | Linux, macOS, Windows |
| X3: Albion Prélude                 | 15 décembre 2011 | Linux, macOS, Windows |
| X Renaissance                      | 15 novembre 2013 | Linux, macOS, Windows |
| X Rebirth: l'avant-poste téladi    | 11 décembre 2014 | Linux, macOS, Windows |
| X Rebirth: la maison de la lumière | 25 février 2016  | Linux, macOS, Windows |
| Édition X Rebirth VR               | 15 juillet 2017  | Windows               |
| X4: Fondations                     | 30 novembre 2018 | Linux, Windows        |

## Roman
Farnham's Legend est un roman de science-fiction situé dans la série X. Il a été écrit en allemand par Helge T. Kautz et traduit en anglais par Steve Miller et Andreas Fuchs. Le roman a été publié par Egosoft en 2005.
Chaque chapitre raconte l'histoire du point de vue d'un personnage. Les personnages principaux de ce livre sont :
- Capt. Kyle William Brennan, le pilote d'essai humain de la navette spatiale X-perimental et le personnage jouable dans X: Beyond the Frontier ;
- Major Elena Kho, un autre ami humain de longue date de Brennan de la Terre, envoyé pour sauver Brennan par l'USC ;
- Cho, un humanoïde Split, il est l'envoyé spécial du patriarche de Chin ;
- Nopileos, un jeune téladi reptilien, elle rencontre Elena dans le cadre de sa mission de trouver Kyle.